# Strategischer Beirat für Immunisierungsfragen
Der Strategische Beirat  für Immunisierungsfragen (englisch Strategic Advisory Group of Experts on Immunization, SAGE)  ist ein Expertengremium, das die  Weltgesundheitsorganisation (WHO) in Fragen zu Impfstoffen und Impfungen berät. Das Spektrum reicht  von Strategien die Forschung und Entwicklung von Impfstoffen betreffend über weltweite Impfstrategien und  deren Umsetzung bis zur Verknüpfung von Impfangelegenheiten mit anderen Gesundheitsinterventionen.
Eingerichtet wurde der Beirat 1999. Er tritt mindestens zweimal jährlich zusammen, um in dieser Runde über spezifische Themen zu beraten, die von zuvor entsprechend  eingerichteten Arbeitsgruppen aufbereitet wurden.
Der Beirat hat 15 Mitglieder und setzt sich aus Experten aus den Bereichen Epidemiologie, öffentliche Gesundheit, Impfstoffe, Kinderheilkunde, Innere Medizin, Infektionskrankheiten, Immunologie, Arzneimittelregulierung,  Impfstoffverteilung, Gesundheitsökonomie und Impfstoffsicherheit zusammen. Vorsitzender ist Alejandro Cravioto (Stand 2021).
Die SAGE-Arbeitsgruppe «COVID-19» hat zu COVID-19 eine Reihe von Materialien entwickelt, die Ratschläge und Leitlinien für Maßnahmen während der Coronavirus-Pandemie geben. Weitere Arbeitsgruppen bestehen (Stand 2021) zu Ebola, Hepatitis A, HPV, Influenza, Masern und Röteln, Meningokokkenimpfstoffen/-impfungen, Pneumokokkenimpfstoffen, Polioimpfstoffen und  für das Programm zur Implementierung von Malariaimpfstoffen.